# Fernando Velázquez
Fernando Velázquez (Bilbao, 22 november 1976) is een Spaans filmcomponist.
Velázquez studeerde cello, waarmee hij in verschillende orkesten speelde. Hij volgde een opleiding aan het Jesús Guridi Conservatorium in Vitoria-Gasteiz en daarna een studie compositie in Madrid en Parijs. Hij leerde ook gitaar en toetsinstrumenten spelen en kreeg de kans om filmmuziek te schrijven toen hij filmmaker Koldo Serra ontmoette. Daarmee schreef hij in 1999 de muziek voor de korte film Amor de madre. In 2007 werd hij genomineerd voor een "Breakout Composer of the Year" door het International Film Music Critics Association. Velázquez is het meest bekend met de muziek voor horrorfilms.

## Filmografie
- 2004: Agujeros en el cielo
- 2006: El síndrome de Svensson
- 2006: BlackWoods (Bosque de sombras)
- 2007: Savage Grace
- 2007: El orfanato
- 2007: La zona
- 2008: Shiver (Eskalofrío)
- 2009: Spanish Movie
- 2010: For the Good of Others (El mal ajeno)
- 2010: Lope
- 2010: Julia's Eyes (Los ojos de Julia)
- 2010: Devil
- 2010: Last Session (Última sesión)
- 2011: Five Square Meters (Cinco meters cuadrades)
- 2011: Babycall (Amerikaanse titel: The Monitor)
- 2012: The Impossible
- 2013: Mama
- 2013: Los últimos días
- 2013: Zip & Zap and the Marble Gang (Zipi y Zape y el clud de la canica)
- 2013: The Adventurer: The Curse of the Midas Box
- 2014: Ocho apellidos vascos
- 2014: 321 días en Michigan
- 2014: Hercules
- 2014: Out of the Dark
- 2015: Colonia (met André Dziezuk)
- 2015: Crimson Peak
- 2016: Pride and Prejudice and Zombies
- 2016: Guernica (Gernika)
- 2016: Zip and Zap and the Captian's Island (Zipi y Zape y la Isla del Capitán)
- 2016: A Monster Calls
- 2016: Contratiempo (Engelse titel: The Invisible Guest)
- 2016: Ozzy
- 2017: El guardián invisible
- 2017: Deep
- 2017: Submergence
- 2017: Marrowbone
- 2017: Thi Mai, Rumbo a Vietnam
- 2017: Que baje Dios y lo vea (Engelse titel: Holy Goalie)
- 2018: Las leyes de la termodinámica (Amerikaanse titel: The Laws of Thermodynamics)
- 2018: Los futbolísimos (Engelse titel: The Footballest)
- 2018: Superlópez
- 2018: 70 Binladens
- 2018: Durante la tormenta
- 2018: Soinujolearen semea
- 2019: Lo nunca visto
- 2019: Legado en los huesos
- 2019: El silencio de la ciudad blanca
- 2020: Sergio
- 2020: Ofrenda a la tormenta

## Overige producties

### Televisiefilms
- 2008: Las manos del pianista

### Televisieseries
- 2007: Gominolas
- 2010: Karabudjan
- 2013: Cuéntame un cuento (2013-2014)
- 2015: Apaches (2015- 2017)
- 2018: La otra mirada

- Biblioteca Nacional de España: XX930925
- Bibliothèque nationale de France: cb158479007 (data)
- Catàleg d'autoritats de noms i títols de Catalunya: 981058609542606706
- Gemeinsame Normdatei: 135510872
- International Standard Name Identifier: 0000 0000 1070 9559
- Library of Congress Control Number: no2013051216
- MusicBrainz: 4d529a14-0c10-4310-b0c3-e54ae7e8c3d6
- Nationale Bibliotheek van Tsjechië: xx0230852
- Istituto Centrale per il Catalogo Unico: LO1V351157
- Système universitaire de documentation: 130035130
- Virtual International Authority File: 80233038
- WorldCat: E39PBJxd6c48JvXCrkHkBtyDbd